# Panjalu (plaats)

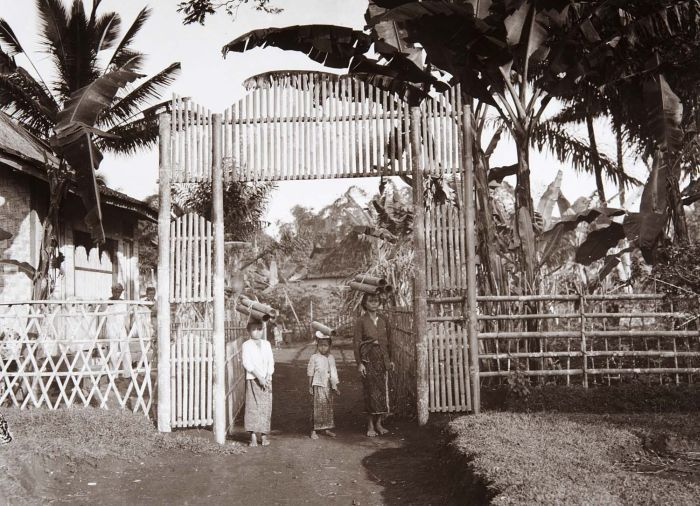
Waterdraagsters in Pandjaloe (1925-1933).

Panjalu is een plaats in het bestuurlijke gebied Ciamis in de provincie West-Java, Indonesië. Het dorp telt 10.408 inwoners (volkstelling 2010).